# Mantı

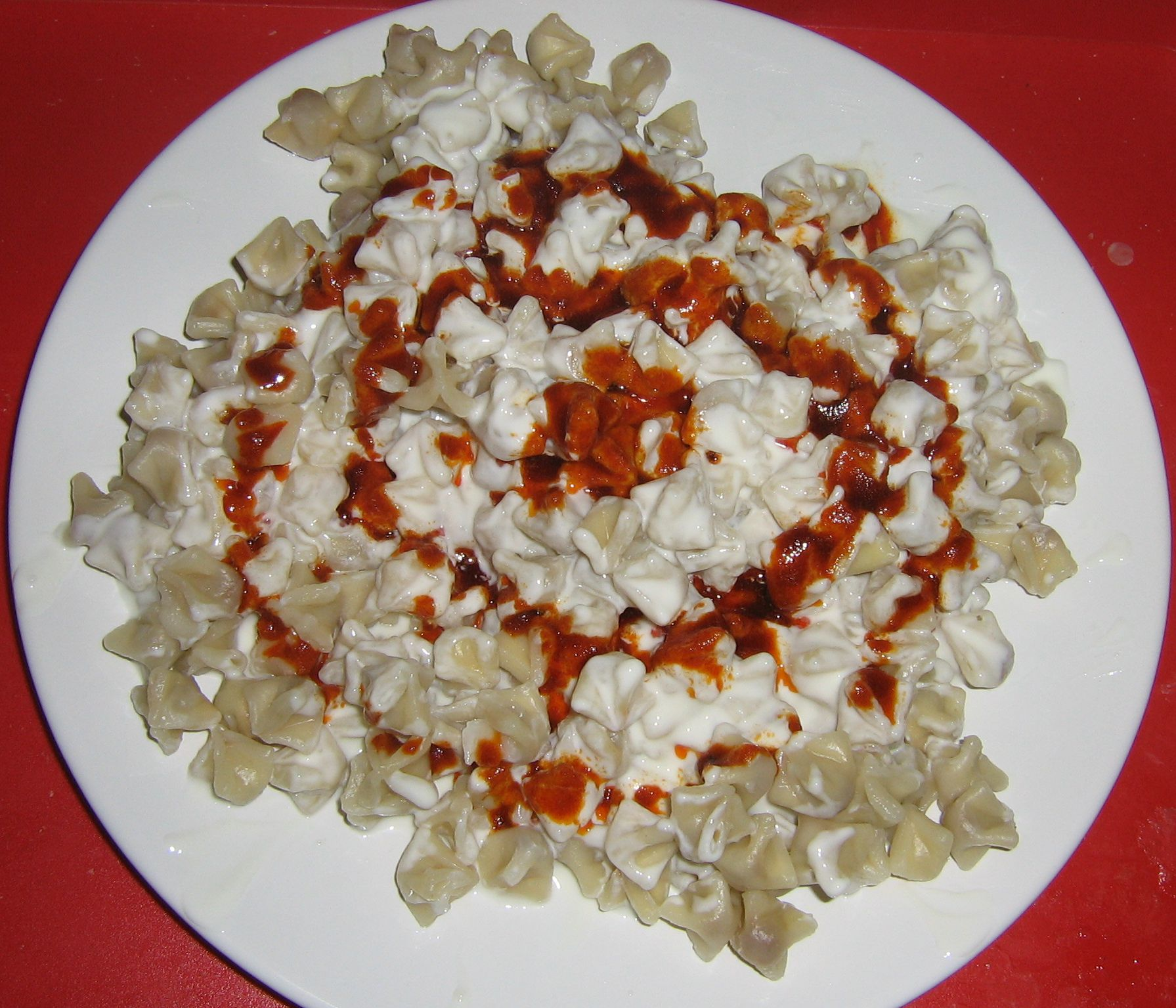
Angerichtete türkische Mantı mit Joghurt und einer Sauce aus Butter und Paprikapulver

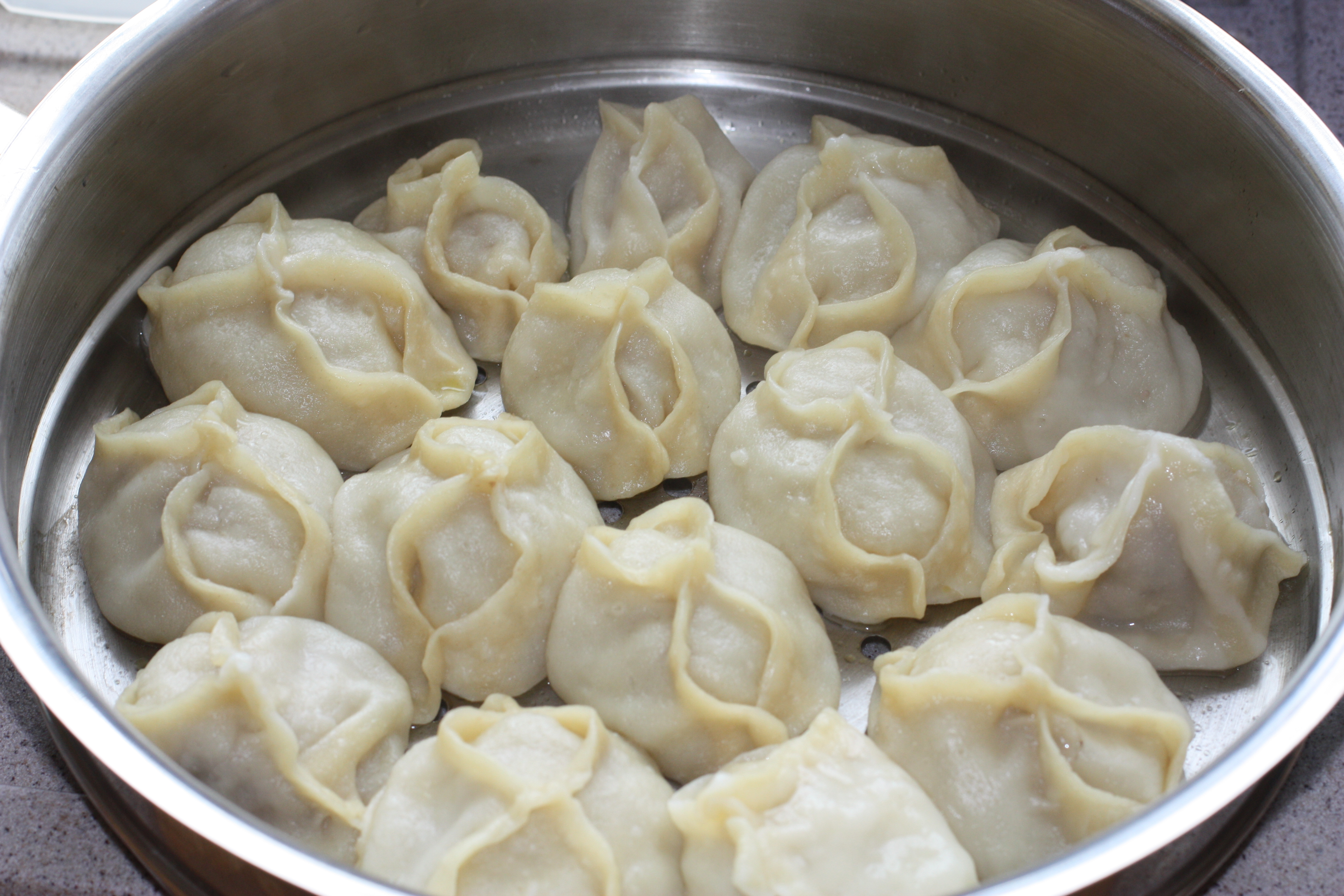
Zentralasiatische Mäntı in einer Mantowarka

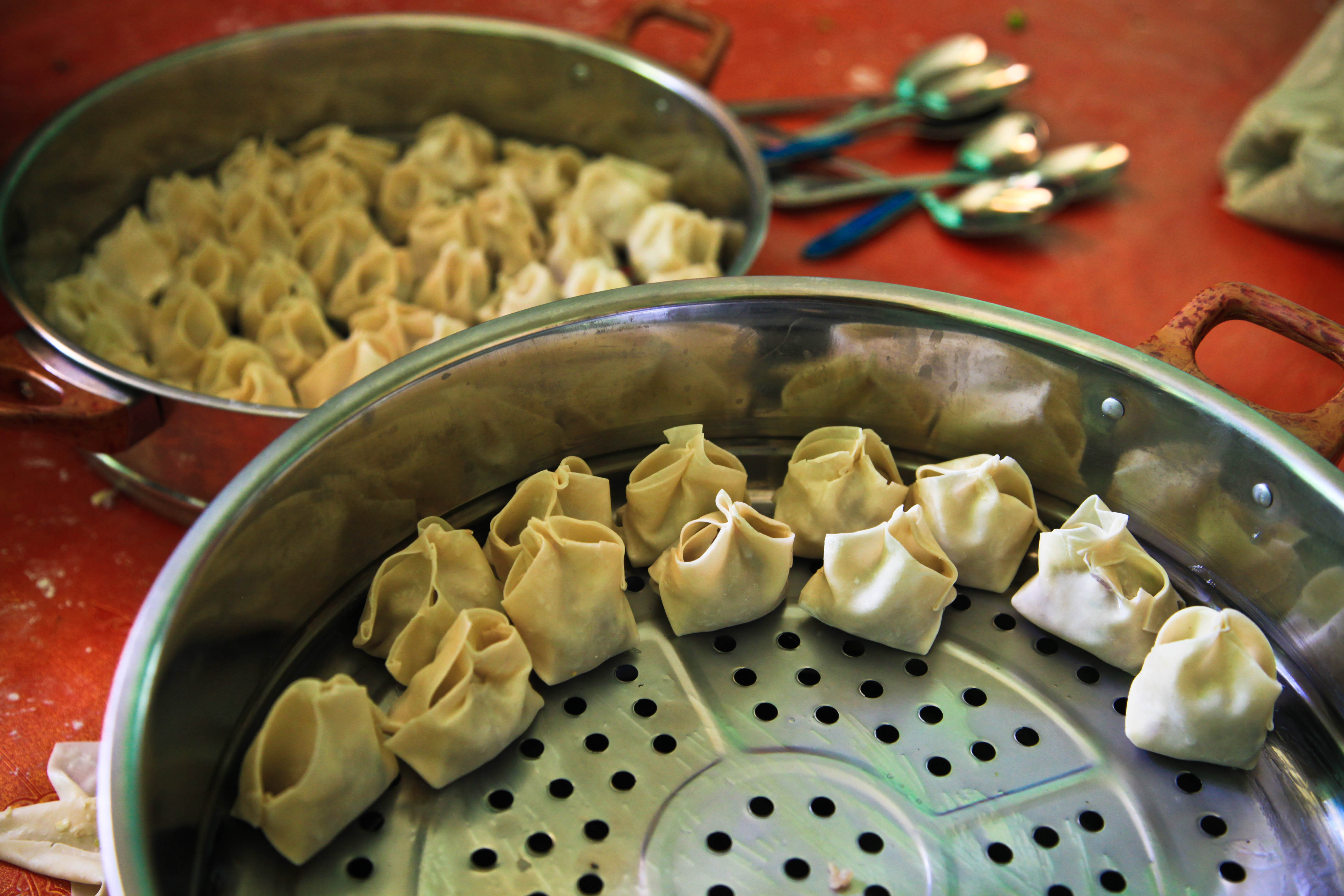
Afghanische Mantu in einem Dampfkochtopf

Mantı sind kleine mit Hackfleisch oder Linsen gefüllte Teigtaschen.

## Verbreitung
In der türkischen Küche gelten Mantı als Spezialität der Provinz Kayseri. Sie sind auch in Russland, der Ukraine, Armenien, in Zentralasien (unter anderem Usbekistan) und anderen Teilen Asiens verbreitet. Als ein Nationalgericht gelten sie zum Beispiel in Kasachstan.

## Türkische Mantı
40 bis 60 Zentimeter große Stücke Yufkateig werden in Quadrate von 3 bis 5 Zentimeter Seitenlänge zerschnitten. Auf jedes dieser Teigstücke wird eine Füllung aus gehacktem Lammfleisch, Zwiebeln, Knoblauch, Pinienkernen und Minze gegeben (mit kleinen, gewürfelten Kartoffeln ist es auch beliebt – mit Salça und verschiedenen Gewürzen); anschließend werden die Teigränder von den Seiten her angehoben und in der Mitte zusammengedrückt. Das Quadrat kann auch zu einem Dreieck gefaltet werden, dessen zwei offene Seiten anschließend zusammengedrückt werden. Die so vorbereiteten Teigtaschen werden in Salzwasser gegart.
Serviert werden Mantı mit einer Sauce aus Joghurt, Knoblauch und Minze sowie mit einer zweiten, warmen Sauce aus Öl oder Butter mit scharfem Paprikapulver. An Stelle der zweiten Sauce werden oft in Öl gebratene Paprikaschoten gereicht.

## Bosnische Klepe
Bosnische Klepe werden mit Cacık (kaltem Knoblauch-Joghurt), gewürfelten Tomaten, Petersilie und einer warmen Sauce serviert, die aus Butter und darin angebratenem Paprikapulver besteht. Diese Art der Zubereitung nennt man in der Türkei auch Beyaz Mantı, also weiße Mantı.

## Kasachische Mäntı
Bei der gängigen Zubereitung der kasachischen Mäntı (kasachisch Мәнті) wird Hackfleisch aus Lamm- und Rindfleisch verwendet. Die Mäntı werden in einem speziellen Dampfkochtopf gekocht, dem sogenannten Mäntı-Qasqan, der aus mehreren Ebenen zum Garen bzw. Dämpfen besteht. Der Topf wird auch wie im russischen Mantowarka oder Mantyschniza genannt. Serviert werden die kasachischen Mäntı mit saurer Sahne, Joghurt, Schmand, Tomatensauce und auch mit Essigsauce.

## Russische Manty
Russische Manty (russ.: Манты) sind erheblich größer als die türkischen und werden in einem Dampfkochtopf Mantowarka oder Mantyschniza auf Dampf gegart. Als Füllung wird oft auch Hackfleisch vom Schwein verwendet; diese bezeichnet man dann auch als sibirische Manty.

## Afghanische Mantu

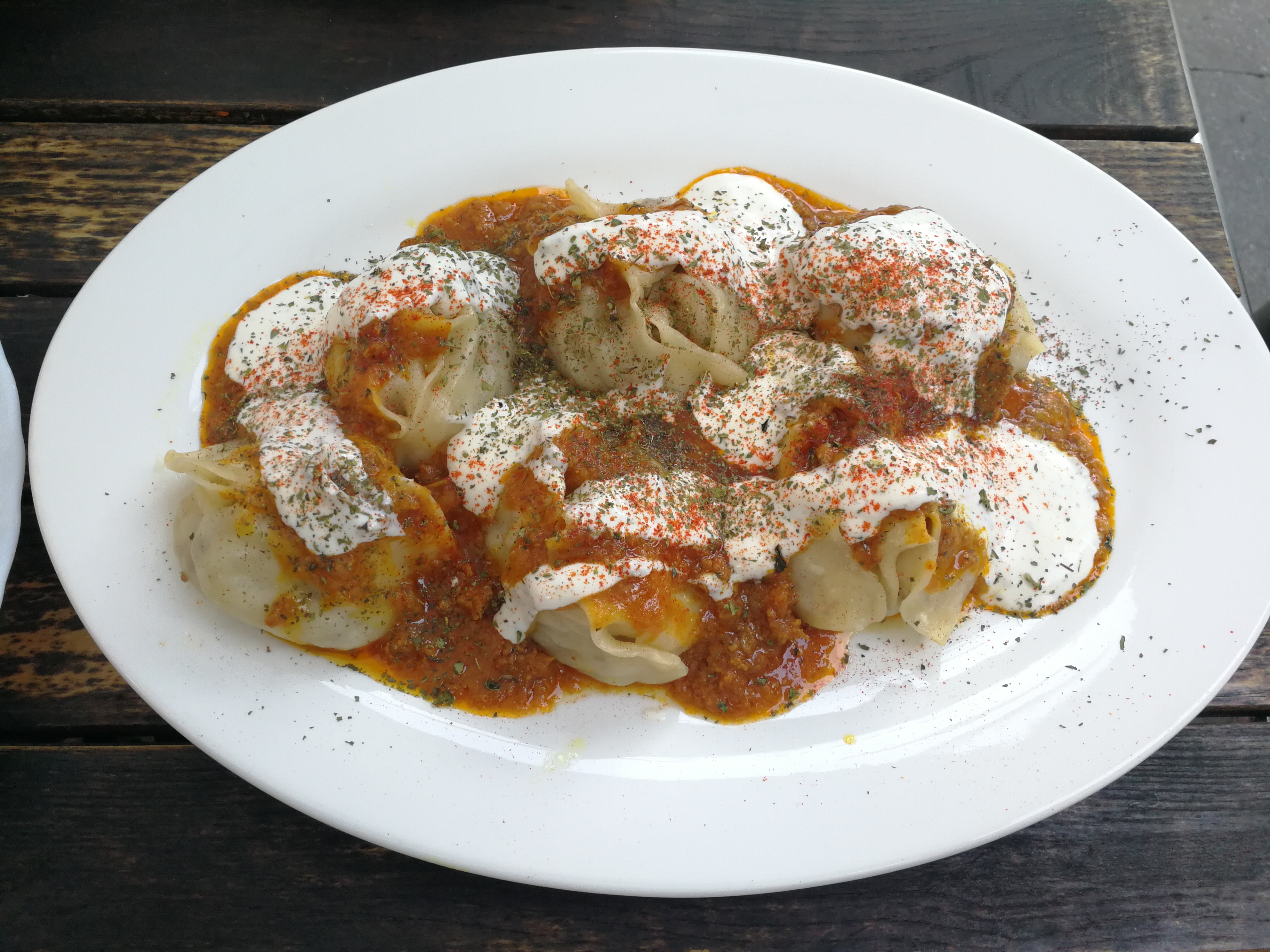
Afghanische Mantu

Auch in Afghanistan werden Mantu (Dari: منتو) zubereitet. Auf einem kalten Quark/Wasser-Spiegel werden die mit einer Hackfleisch/Zwiebel-Mischung gefüllten Mantu angerichtet. Darüber wird gerne eine heiße Tomatensauce mit Linsen, Kreuzkümmel und Kardamom gegeben. Ein Löffel in angewärmtem Pflanzenöl gelöste Kurkuma rundet das Gericht ab. Afghanische Mantu ist ein traditionelles Gericht bei besonderen Anlässen. Da ihre Verarbeitung eine filigrane Handarbeit erfordert, sind sie in ihrer Herstellung aufwändig. Häufig werden Mantu bei afghanischen Hochzeiten serviert. Hier ist es üblich, dass sie in einer Reihe vieler afghanischer Speisen im Buffet zu finden sind.

## Ostasiatische Mantı
In China sind sie in leicht abgewandelter Form als Jiaozi bekannt. In Korea kennt man sie als Mandu und in Japan als Gyōza.